# Real Valladolid Club de Fútbol
Maillots
Actualités
Le Real Valladolid Club de Fútbol, dit Real Valladolid, est un club espagnol de football basé à Valladolid et qui évolue en Liga 2 depuis la saison 2025-2026.

## Histoire
| \| Valladolid \| Emplacement de Valladolid, en Espagne. |
| Valladolid                                              |

Le club est fondé le 20 juin 1928 par fusion du « Real Unión Deportiva de Valladolid » et du « Club Deportivo Español ».
Le club atteint la première division pour la première fois en 1948, en étant champion de Segunda division. L'année suivante le Real Valladolid dispute la finale de la Coupe d'Espagne, au stade Chamartin contre l'Athletic Bilbao, perdant 4 à 1.
Le Real Valladolid remporte la Coupe de la Ligue espagnole en 1984 contre l'Atlético de Madrid (0-0 et 3-0).
Le 3 septembre 2018, l'ancien joueur brésilien Ronaldo acquiert 51% des actions du club et en devient le président. En avril 2020, Ronaldo possède 82 % des actions du club.
À la fin de la saison 2020-2021, le Real Valladolid est relégué en deuxième division à la suite d'une défaite 1-2 à domicile contre l'Atletico de Madrid, qui dans le même temps assure aux Colchoneros le titre de LaLiga, pour la 11e fois de leur histoire, lors de la dernière journée de championnat.
Lors de la saison 2021-2022, le Real Valladolid termine 2e de deuxième division avec 81 points, à égalité avec l'UD Almería mais est devancé aux points à confrontations directes, synonyme de montée directe en Liga, 1 an seulement après l'avoir quitté.
Lors de la saison 2022-2023, le Real Valladolid termine 18e de Liga et est de nouveau relégué en Liga2.
La saison suivante, le club retrouve l'élite en terminant à la 2e place du championnat.

## Palmarès
| Compétitions nationales |
| Championnats - Championnat d'Espagne D2 (3) - Champion : 1948, 1959 et 2007 - Vice-champion : 1980, 1993, 2022 et 2024 - 3e : 2012 - Championnat d'Espagne D4 (1) - Champion : 1934 Coupes - Coupe d'Espagne - Finaliste : 1949 et 1989 - Coupe de la Ligue (1) - Vainqueur : 1984 - Copa Federación (es) (1) - Vainqueur : 1953 |

## Identité

### Logos

Logo de 1998 à 2022.
Logo de 2022 à 2024.
Logo depuis 2024.

## Personnalités du club

### Effectif professionnel actuel
En grisé, les sélections de joueurs internationaux chez les jeunes mais n'ayant jamais été appelés aux échelons supérieurs une fois l'âge-limite dépassé ou les joueurs ayant pris leur retraite internationale.

### Présidents
- José Cantalapiedra
- Marcos Fernández Fernández
- José Luis Saso
- Carlos Suárez Sureda
- Carlos Suarez
- Ronaldo

### Entraîneurs
- Vicente Cantatore
- Rudi Gutendorf
- José Luis Mendilibar
- Rafael Benítez
- Paco Herrera
- Josip Skoblar
- Sergije Krešić
- Helenio Herrera
- Sergio Gonzalez
- Pacheta[8]

### Joueurs emblématiques
- José Luis Caminero
- Luis García
- Eusebio Sacristán
- Fernando Hierro
- Ricardo López
- Nauzet Alemán
- Charles Ducasse
- René Higuita
- Harold Lozano
- Carlos Valderrama
- Túlio de Melo
- "Magico" Gonzalez
- Gabriel Heinze
- Patricio Yáñez
- Gilberto Yearwood
- Cuauhtémoc Blanco